# Công Tôn Khang

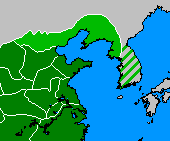
Biên giới Gongsun

Công Tôn Khang (chữ Hán: 公孫康) là quân phiệt cát cứ ở Liêu Đông thời Tam Quốc trong lịch sử Trung Quốc.

## Kết liễu họ Viên
Công Tôn Khang là con của Công Tôn Độ – người đặt nền móng cát cứ của họ Công Tôn ở Liêu Đông.
Năm 204, Công Tôn Độ mất, Công Tôn Khang lên nối chức Châu mục Bình châu, Liêu Đông hầu. Tước Vĩnh Ninh hương hầu mà Tào Tháo phong cho Công Tôn Độ trước đây, ông trao cho em là Công Tôn Cung.
Năm 207, anh em họ Viên bị Tào Tháo đánh bại, phải bỏ địa bàn Ký châu, U châu cùng thủ lĩnh Ô Hoàn là Tô Bộc Diên chạy lên Liêu Đông. Tào Tháo tính toán rằng nếu mang quân truy kích quá gắt gao, Công Tôn Khang sẽ nghi ngờ họ Tào có ý thôn tính luôn Liêu Đông và sẽ liên kết với họ Viên. Vì vậy Tào Tháo chủ động rút quân từ Liễu Thành về nam.
Công Tôn Khang yên tâm về thái độ của Tào Tháo không muốn tấn công lên Liêu Đông, bèn chủ định giết anh em họ Viên để cầu hòa với Tào Tháo.
Khi Viên Hy, Viên Thượng chạy tới Liêu Đông, ông cho quân đao phủ mai phục rồi mới mời vào. Anh em họ Viên cùng Tô Bộc Diên vừa làm lễ, Công Tôn Khang bèn hô đao phủ xông ra bắt họ và chém đầu. Công Tôn Khang sai quân mang 3 đầu lâu tới huyện Nghiệp dâng Tào Tháo. Tào Tháo tiếp nhận và sai sứ nhân danh Hán Hiến Đế phong cho Công Tôn Khang làm Tả tướng quân, tước Tương Bình hầu.

## Qua đời
Theo Tam quốc chí, quyển 8, Công Tôn Khang qua đời tại Liêu Đông trước khi Ngụy Văn Đế Tào Phi lên ngôi, không rõ cụ thể năm nào. Vì hai con ông là Công Tôn Hoảng và Công Tôn Uyên còn nhỏ nên em ông là Công Tôn Cung được thủ hạ lập làm Thái thú Liêu Đông.